# Satoshi Yamaguchi (calciatore 1959)
Satoshi Yamaguchi (山口 悟?, Yamaguchi Satoshi; Prefettura di Ōita, 1º agosto 1959) è un ex calciatore giapponese, di ruolo portiere.

## Carriera

### Club
Fra il 1978 e il 1984 fece parte della rosa del Mitsubishi Heavy Industries, senza mai scendere in campo perché chiuso da Mitsuhisa Taguchi e, nell'ultima stagione, dal più giovane Akihisa Sonobe.

### Nazionale
Già incluso nella rosa che partecipò ai Mondiali Under-20 disputatisi in Giappone nel 1979 come secondo portiere, otterrà la sua unica presenza in nazionale maggiore due anni dopo, sostituendo Yoshio Katō durante il secondo tempo di un incontro con Singapore.

## Statistiche

### Presenze e reti nei club
| Stagione | Squadra       | Campionato | Campionato | Campionato |
| Stagione | Squadra       | Comp       | Pres       | Reti       |
| -------- | ------------- | ---------- | ---------- | ---------- |
| 1978     | Mitsubishi HI | JSL1       | 0          | 0          |
| 1979     | Mitsubishi HI | JSL1       | 0          | 0          |
| 1980     | Mitsubishi HI | JSL1       | 0          | 0          |
| 1981     | Mitsubishi HI | JSL1       | 0          | 0          |
| 1982     | Mitsubishi HI | JSL1       | 0          | 0          |
| 1983     | Mitsubishi HI | JSL1       | 0          | 0          |
| 1984     | Mitsubishi HI | JSL1       | 0          | 0          |
|          | Totale        |            | 0          | 0          |

## Palmarès
- Japan Soccer League: 2

1978, 1982
- Japan Soccer League Cup: 2

1978, 1981
- Coppa dell'Imperatore: 2

1978, 1980